# Symplocos costaricana
Symplocos costaricana är en tvåhjärtbladig växtart som beskrevs av William Botting Hemsley. Symplocos costaricana ingår i släktet Symplocos och familjen Symplocaceae. Inga underarter finns listade i Catalogue of Life.